# シミタールSL-2
『シミタールSL-2』（しみたーるえすえる2、原題： Scimitar SL-2）は、パトリック・ロビンソンによる小説作品。2008年8月25日に角川文庫により日本語訳版が発売された。

## 概要
著者は、原子力機関や、東大西洋におけるアメリカ海軍による索敵殲滅戦略の概要については、元イギリス海軍潜水艦隊司令長官サー・ジョン・"サンディ"・ウッドワード大将に教えを仰いでいる。
また、特殊部隊の元将校にも、教えを仰いでいるが、これは氏名を公表していない。
津波の発生原因や影響などは、英米の著名な科学者に教えを仰いでいるが、科学者間の意見の違いにより、地球物理学に摩擦が起きる可能性があるとして、氏名を伏せている。

## あらすじ
地球物理学の権威、ポール・ランドン教授が殺害された。その直後に、ハマス潜水艦バラクーダⅡのミサイル攻撃により、活火山セント・ヘレンズ山が噴火した。この事実を知らないホワイトハウスは単なる偶然の一致とみなした一方、前国家安全保障担当大統領補佐官モーガン提督はテロリストの関与を疑う。
そのころ深海では、核弾頭を搭載したバラクーダⅡがカナリア諸島のクンブレ・ビエハ火山に次なる狙いを定めた。
この火山の爆発が引き起こすメガ・ツナミはアメリカ東海岸を壊滅される破壊力を持つ。
この動きに気がついた、モーガン提督やアメリカ国家安全保障局（NSA）長官はじめとするアメリカ軍の最高幹部は、かかる事態を阻止しようと立ち上がった。
しかし、最大の敵はリラベル派のアメリカ合衆国大統領チャールズ・マクブライドだった。
モーガン提督たちは、マクブライド大統領を辞任に追い込むべく行動を起こす。

## 登場人物

### 国家指揮最高部
チャールズ・マクブライド
アメリカ合衆国大統領。ロードアイランド州選出。民主党。
ポール・ベッドフォード
アメリカ合衆国副大統領。ヴァージニア州選出。民主党。
サイラス・ロムニー
国家安全保障問題担当大統領補佐官。
エドワード・ケネディ
上院議員。上院軍事委員会の古参委員。
ビル・ハチャード
アメリカ合衆国大統領首席補佐官。
アーノルド・モーガン海軍中将
高潮(ハイ・タイド)作戦総司令官。

### 国家安全保障局（NSA）
ジョージ・R・モリス海軍少将
NSA長官。
ジェイムズ・ラムショー海軍少佐
NSA長官補佐。

### アメリカ軍上層部
ティム・スキャネル陸軍大将
統合参謀本部議長。
アラン・ディクソン海軍大将
アメリカ海軍作戦部長。
ディック・グリーニング海軍大将
太平洋艦隊司令長官。
フランク・ドーラン海軍大将
大西洋艦隊司令長官。
フレディー・カラン海軍少将
太平洋艦隊潜水艦部隊司令官。
ケネス・クラーク海兵隊大将
アメリカ海兵隊総司令官。
バード・ボイス陸軍大将
NATO軍最高司令官。
ジョン・バーグストラム海軍少将
特殊作戦コマンド司令官。
ケール・カーター空軍大将
アメリカ空軍参謀総長。
スタンフォード・ハドソン陸軍大将
緊急即応集団司令官。

### 戦闘部隊指揮官
ジョージ・ギルモア海軍少将
特務捜索郡201･1司令、指揮艦「コロナド」。
ジョー・ウィックマン海軍中佐
フリゲート「シンプソン」艦長。
C・J・スミス海軍中佐
フリゲート「エルロッド」艦長。
エリック・ニールセン海軍中佐
フリゲート「ニコラス」艦長。
クリント・サモンズ海軍中佐
フリゲート「クラクリング」艦長。
ブレーク・ギル陸軍少佐
ペトリオット地対空ミサイル砲兵中隊長。

### アメリカ海軍シーホーク戦闘パイロット
ポール・ルブラーノ海軍大尉
イアン・ホルマン海軍大尉
ドン・ブルックリン海軍大尉

### イラン海軍
モハメド・バードゥル海軍大将
イラン海軍司令長官。

### ハマス
ラーヴィー・ラシュード海軍大将
ハマス戦闘部隊最高司令官。
アフマド・サバーハ陸軍少佐
自由戦士、ラシュード大将の専属警護官。

### ハマス潜水艦「バラクーダII」
ベン・バードゥル海軍少将
艦長。
アリ・アクバル・モフタジ海軍大佐
副長。
アッバス・シャフィーイ海軍中佐
原子力専門家。
ハミディー・アブドラヒム海軍中佐
原子力機関長。
シャキーラ・ラシュード海軍少佐
特別航海照準。
ムハンマド・アシュターリー海軍大尉
航海長。
アリ・ザヘディー上等兵曹
副長補佐。
アルデシール・ティック上等兵曹
原子力コンピュータ制御技術兵曹。

### 北朝鮮軍
テ・ジョン（泰政）陸軍大佐
北朝鮮冠帽峰核施設所長。

### セネガル軍
ハビーブ・アブドゥ・カラマ海軍大佐
セネガル海軍司令官。

### 民間・文民
ポール・ランドン
ロンドン大学教授、火山学者。
デイヴィッド・ガブロン
駐米イスラエル大使、元モサド長官。
トニー・ティルトン
シアトル銀行頭取、天体観測家。
キャシー・モーガン
モーガン提督の妻、ホワイトハウス勤務。
マーク・ヴォルマー
駐ドバイ・アメリカ大使。

## 書籍情報
- 文庫本（角川文庫、2007年、ISBN 978-4-04-287303-7）